# Trần Văn Xuân (vận động viên)
Trần Văn Xuân (sinh ngày 6 tháng 9 năm 1934) là một cựu vận động viên đấu kiếm người Việt Nam. Ông tập môn đấu kiếm khi học tại trường Yersin (Đà Lạt) từ năm 1948 đến 1952, từng là thành viên của đội tuyển Việt Nam Cộng hòa tham dự Olympic Roma 1960, Olympic Tokyo 1964. và lớp trọng tài tại Á Vận Hội Teheran - Asian Games Teheran (1974). Ông tiếp tục tập luyện cho đến cuối thập niên 80 mới gác kiếm. Ông có vợ và 5 người con, vợ và các con của ông hiện đang sinh sống tại Thành phố Hồ Chí Minh.
Ông mất ngày 3 tháng 3 năm 2009 (tức ngày mùng 7 tháng 2 năm Kỷ Sửu) tại Thành phố Hồ Chí Minh, hưởng thọ 76 tuổi.